# 飯能市立加治中学校
飯能市立加治中学校（はんのうしりつ かじちゅうがっこう）は、埼玉県飯能市にある公立中学校。

## 概要
- 在籍生徒数391名、学級数13学級（2016年5月1日現在）、教職員数36名[2]。
- 校訓は「真・善・美」、学校教育目標は「心を磨く　自ら動く」[3]。

## 沿革
- 1979年（昭和54年）4月1日 - 飯能市立飯能第一中学校分校が独立し[4]、飯能市立加治中学校が開校する[1][5]。
- 1979年（昭和54年）4月9日 - 開校式挙行[1]。
- 1979年（昭和54年）6月16日 - PTA創立[1]。
- 1979年（昭和54年）10月1日 - 後援会創立[1]。
- 1979年（昭和54年）11月2日 - 開校記念式典挙行。校歌・校旗制定[1]。
- 1982年（昭和57年）1月31日 - 屋内運動場が完成する[6]。
- 1982年（昭和57年）2月24日 - 校舎増築、屋内運動場落成式挙行[1]。
- 1982年（昭和57年）7月26日 - プールが完成する[1][7]。
- 1990年（平成2年）6月1日 - 第2運動場が完成する[1]。
- 2001年（平成13年）4月1日 - 飯能市立美杉台中学校が分離する[1]。

## 通学区域
大字双柳218番1から281番4まで、690番2、693番1、693番3、694番1、694番4、695番1から695番3まで、696番、697番2から697番5まで、698番1、756番3、756番5、757番1、757番4から757番9まで、758番1、758番2、758番5、759番1から759番5まで、760番1、760番5、760番15、761番1から761番3まで、762番3、773番1、773番7、774番1から774番3まで、775番1、775番2、775番11、775番12、779番3、779番6から779番8まで、780番1、780番5から780番8まで、781番1から781番3まで、782番3、782番5、782番12及び782番13、大字岩沢、大字笠縫、大字川寺、大字阿須、大字落合

## 進学前小学校
- 飯能市立加治小学校
- 飯能市立加治東小学校

## 通学区域内の主な施設
- 加治東公民館
- 加治公民館
- 埼玉県立飯能南高等学校
- 飯能市林業センター
- 駿河台大学
- 飯能市民体育館
- 飯能市民球場
- 阿須運動公園
- トーベ・ヤンソンあけぼの子どもの森公園

## 不祥事
平成28年12月11日に行われた第27回所沢シティマラソンにおいて、ハーフ女子39歳以下の部に出走予定だった当中学の女性教諭と、5キロ男子39歳以下の部に出走予定だった当中学の男性教諭が、ゼッケンと種目を交換して出走した。女性教諭が足を痛めたことが理由だったとされる。ハーフ女子の部に出走した男性教諭は2位に入った。後日に「女性のゼッケンをつけた男性が走っている」というネット上の書き込みの情報が実行委員会に入り、事実関係を確認の上で実行委員会は両名を失格処分とした。失格になった当中学の教諭2人および監督責任を問われた校長は、飯能市教育委員会から口頭注意を受けた。

## 所在地
埼玉県飯能市阿須164番1号

## 交通アクセス
- 西武池袋線元加治駅東口より徒歩約20分[10]。